# Hamburg-Spadenland

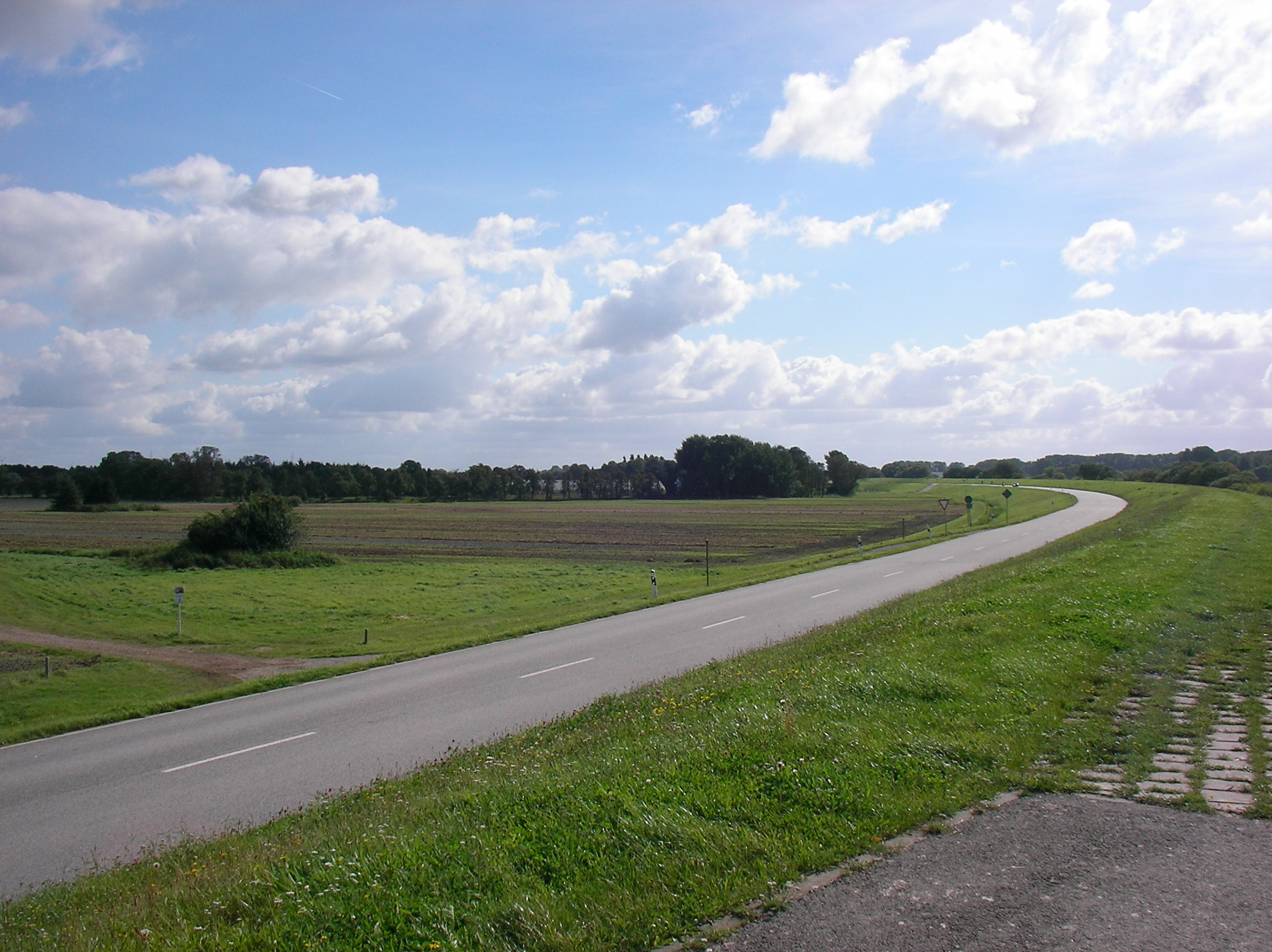
Dijken in Spadenland

Spadenland is een stadsdeel van de stad Hamburg in Duitsland en ligt in het district Bergedorf. Het is een zeer vochtig gebied en maakt deel uit van het gebied van de Marschlanden op de rechteroever van de Nordelbe. 

## Geschiedenis
Vanaf 1371 heette dit gebied Inwerder of Ochsenwerder Ausschlag en was het een uitwijkplaats voor boeren uit Ochsenwerder die hun gronden door stormvloed waren verloren. De eigenaar was graaf Otto I von Schauenburg, die het grotendeels in 1395 verkocht aan de stad Hamburg voor toen 2500 mark. 
De naam Spadenland wordt gebruikt sinds 1465 en is afgeleid van het Spadelandsrecht, een regeling waarbij iedere aangelande bij moet dragen aan onderhoud en herstelling van de dijken.
Bij de oprichting van het Landherrenschaft der Marschlande in 1830 werd de voogd van Ochsenwerder bevoegd over het gebied. Samen met Tatenberg behoorde het ook tot de parochie Ochsenwerder. 
Vanaf 1893 is er een vrijwillige brandweer. Elektriciteit is er pas sinds 1920 en waterleiding sinds 1935. Bij de stormvloed van 1962 bleef het gespaard. 
Tot in de jaren 1960 werden de geoogste groenten naar de stad gebracht om daar te verkopen. Sindsdien wordt er steeds meer ter plaatse verkocht: veel boerderijen hebben een eigen winkel.In 2000 werden de dijken nog sterk verhoogd.
Ondanks de nabijheid van het stadscentrum heeft Spadenland zijn landelijk karakter nog behouden. 